# Willi A. Kalender
Willi Alfred Kalender (* 1. August 1949 in Elsdorf-Thorr; † 21. Oktober 2024 in Erlangen) war ein deutscher Physiker und Professor. Bis 2018 war er Direktor des Institutes für Medizinische Physik der Friedrich-Alexander-Universität Erlangen-Nürnberg. Er gilt als der Erfinder der Spiral- sowie der Brust-Computertomographie. Zudem war er Fellow der American Association of Physicists in Medizin und ehrenamtlicher Fellow des britischen Instituts für Radiologie.

## Leben und Wirken
Kalender studierte Mathematik und Physik in Bonn und Medizinische Physik an der Universität von Wisconsin, wo er 1974 den Master erlangte und 1979 promovierte. Er habilitierte im Jahre 1988 in Tübingen. Von 1976 bis 1995 war er bei der Siemens AG in Erlangen tätig, danach leitete er den Lehrstuhl für Medizinische Physik an der Friedrich-Alexander-Universität Erlangen-Nürnberg. Ab 1991 lehrte Kalender außerdem als Associate Professor an der Universität von Wisconsin sowie von 1993 bis 1995 als Privatdozent an der TU München. Er war Mitglied des „Board of Directors“ der Amerikanischen Gesellschaft für Medizinische Physik. Daneben war er Geschäftsführer der PET-Net GmbH, die Radiopharmaka für die Positronen-Emissions-Tomographie herstellte. Kalender hielt 15 Patente; er publizierte über 700 wissenschaftliche Arbeiten.

## Karriere
Von 1979 bis 1995 arbeitete Kalender in einem Forschungslabor von Siemens Medical Systems in Erlangen, Deutschland. In den Jahren 1988 bis 1995 wurde er als Leiter der Medizinischen Physik Abteilung eingesetzt. Ab 1992 war er Gastprofessor der Medizinischen Physik in der Universität von Wisconsin. 1995 wurde er dann Professor und Lehrstuhlinhaber an dem neu gegründeten Institut für Medizinische Physik der Friedrich-Alexander-Universität Erlangen-Nürnberg, Deutschland. 1999 wurde er zum Gastprofessor des Departments Radiologie in der Stanford-Universität, Stanford, Kalifornien, USA ernannt.
Willi A. Kalender betrieb hauptsächlich Forschung auf dem Gebiet der diagnostischen Bildgebung. Die Entwicklung und Einführung der volumetrischen Spiral-Computertomographie war der Fokus in seiner Arbeit. Die Kombination mit Schleifringübertragern, die eine Dauerrotation ermöglichten, erlaubte eine beachtliche Verringerung der Untersuchungszeit und führte zur Entwicklung von neuen Applikationen, wie zum Beispiel der herzphasen-spezifischen Darstellung, wie sie bei der Computertomographie des Herzens bis heute zum Einsatz kommt. Die Entwicklung des weltweit ersten Dual Energy CT (DECT) 1983, Metal Artefakt Reduktion (MAR) 1987 und eine Vielzahl von Dosis reduzierenden Herangehensweisen sind weitere Beispiele seiner Forschungsergebnisse.
Andere Forschungsfelder waren der Strahlenschutz und die Entwicklung von quantitativen diagnostischen Prozeduren, zum Beispiel die Beurteilung von Osteoporose, Lungen- und Herzerkrankungen. Seit 2008 fokussierte sich Willi Kalenders Forschungsarbeit auf die Entwicklung eines effizienten Brustscanner-Systems (Brust-Computertomographen, auch als Mamma-Computertomograph bezeichnet), um die Erkennung von Brustkrebs im frühen Stadium zu verbessern.
Willi Kalender gründete einige universitäre Spinoffs, um wissenschaftliche Ergebnisse in Produkte und kleine Unternehmen zu überführen.
Willi Kalender verstarb am 20. Oktober 2024 im Alter von 75 Jahren.

## Ausgewählte Ehrungen und Preise
Kalender wurde u. a. von der Europäischen Wissenschaftsstiftung mit dem Europäischen Latsis-Preis ausgezeichnet. Im Jahr 2008 erhielt er die Röntgen-Plakette der Stadt Remscheid (W. C. Röntgens Geburtsort). Im Jahre 2009 wurde ihm von der RWTH Aachen die Ehrendoktorwürde und von der Bayerischen Röntgengesellschaft die Grashey-Medaille verliehen. Ebenfalls seit 2009 ist er Mitglied der Leopoldina. 2016 wurde er in die National Academy of Engineering gewählt.
- 2002: FAAPM, Ehrenamtliche Mitgliedschaft in der American Association of Physicists in Medizin (AAPM)
- 2004: Bundesverdienstkreuz der Bundesrepublik Deutschland
- 2007: Europäischer Latsis-Preis 2007 der European Science Foundation (ESF)
- 2008: Röntgen-Plakette der Stadt Remscheid
- 2009: Dr. med. h. c. (Ehrendoktor) der RWTH Aachen
- 2009: Ehrenmitglied in der European Society of Radiology (ESR)
- 2009: Mitglied der Deutschen Akademie der Wissenschaften Leopoldina
- 2009: William D. Coolidge Award der American Association of Physicists in Medicine (AAPM)
- 2010: Ziedses des Plantes-Medaille der Deutschen Gesellschaft für Neuroradiologie
- 2011: Dr. med. h. c. (Ehrendoktor) der Universität Zürich
- 2012: FBIR, Ehrenamtliche Mitgliedschaft im British Institute of Radiology (BIR)
- 2013: Pauwels-Medaille der DGOOC[4]
- 2016: Mitglied der National Academy of Engineering (NAE), USA[5]

## Veröffentlichungen (Auswahl)
- Willi A. Kalender, W. Seissler, Ernst Klotz, Peter Vock: Spiral volumetric CT with single-breath-hold technique, continuous transport, and continuous scanner rotation. In: Radiology. Band 176, Nr. 1, 1990, S. 181–183, doi:10.1148/radiology.176.1.2353088, PMID 2353088.
- Willi A. Kalender: X-ray Computed Tomography. In: Physics in Medicine and Biology. Band 51, Nr. 13, 2006, S. R29–R43, doi:10.1088/0031-9155/51/13/R03, PMID 16790909.
- Willi A. Kalender, Yiannis Kyriakou: Flat-detector computed tomography (FD-CT). In: European Radiology. Band 17, Nr. 11, 2007, S. 2767–2779, doi:10.1007/s00330-007-0651-9, PMID 17587058.
- Daniel Ertel, Tobias Pflederer, Stephan Achenbach, Willi A. Kalender: Real-time determination of the optimal reconstruction phase to control ECG pulsing in spiral cardiac CT. In: Physica Medica. Band 25, Nr. 3, 2009, S. 122–127, doi:10.1016/j.ejmp.2008.08.002, PMID 18838356.
- Daniel Kolditz, Yiannis Kyriakou, Willi A. Kalender: Volume-of-interest (VOI) imaging in C-arm flat-detector CT for high image quality at reduced dose. In: Medical Physics. Band 37, Nr. 6, 2010, S. 2719–2730, doi:10.1118/1.3427641, PMID 20632582.
- Michael Weigel, Stefan Vollmar, Willi A. Kalender: Spectral optimization for dedicated breast CT. In: Medical Physics. Band 38, Nr. 1, 2011, S. 114–124, doi:10.1118/1.3523599, PMID 21361181.
- Willi A. Kalender: High-resolution spiral CT of the breast at very low dose: concept and feasibility considerations. In: European Radiology. Band 22, Nr. 1, 2012, S. 1–8, doi:10.1007/s00330-011-2169-4, PMID 21656331.
- Marcel Beister, Daniel Kolditz, Willi A. Kalender: Iterative reconstruction methods in X-ray CT. In: Physica Medica. Band 28, Nr. 2, 2012, S. 94–108, doi:10.1016/j.ejmp.2012.01.003, PMID 22316498.
- Wei Chen, Daniel Kolditz, Marcel Beister, Rainer Bohle, Willi A. Kalender: Fast on-site Monte Carlo tool for dose calculations in CT applications. In: Medical Physics. Band 39, Nr. 6, 2012, S. 2985–2996, doi:10.1118/1.4711748, PMID 22755683.
- Willi A. Kalender, Polad Deak, Martin Kellermeier, Marcel van Straten, Stefan V. Vollmar: Application- and patient size-dependent optimization of x-ray spectra for CT. In: Medical Physics. Band 36, Nr. 3, 2009, S. 993–1007, doi:10.1118/1.3075901, PMID 19378760.
- Fabian Lück, Daniel Kolditz, Michael Hupfer, Willi A. Kalender: Effect of shaped filter design on dose and image quality in breast CT. In: Physics in Medicine and Biology. Band 58, Nr. 21, 2013, S. 4205–4223, doi:10.1088/0031-9155/58/12/4205, PMID 23715466.
- Willi A. Kalender: Dose in x-ray computed tomography. In: Physics in Medicine and Biology. Band 59, Nr. 3, 2014, S. R129–R150, doi:10.1088/0031-9155/59/3/R129, PMID 24434792.
- Willi A. Kalender, Daniel Kolditz, Christian Steiding, Vanessa Ruth, Fabian Lück, Anna-Clara Rößler, Eva Wenkel: Technical feasibility proof for high-resolution low-dose photon-counting CT of the breast. In: European Radiology. Band 27, Nr. 3, 2017, S. 1081–1086, doi:10.1007/s00330-016-4459-3, PMID 27306559.
- Computed tomography. Fundamentals, System Technology, Image Quality, Applications. 3., überarb. Auflage. Publicis, Erlangen 2011, ISBN 978-3-89578-317-3.

Er war Autor oder Ko-Autor von 954 Publikationen, darunter 283 originale wissenschaftliche Arbeiten; mit einem h-Index von 65 / ISI-Web of Knowledge.